# Talladega
Talladega város az USA Alabama államának Talladega megyéjében, melynek megyeszékhelye is. Lakosainak száma 15 861 fő (2020. április 1.).

## Népesség
A település népességének változása:
| Lakosok száma | 1320 | 15 676 | 15 861 |
|               | 1850 | 2010   | 2020   |